# Rudolf Anschober
 (janvier 2022).
Rudolf Anschober, né le 21 novembre 1960 à Wels, est un homme politique autrichien.
Il est ministre fédéral des Affaires sociales, de la Santé, des Soins et de la Protection des consommateurs d'Autriche du 7 janvier 2020 au 13 avril 2021.